# Општина Моравче
Општина Моравче (словен. Moravče) је једна од општина Средњесловенска регија у држави Словенији. Седиште општине је истоимени градић Моравче.

## Природне одлике
Рељеф: Општина Моравче налази се у средишњем делу државе и обухвата горје источно од Љубљане. Општина је планинска - на југу се протеже Посавско Хрибовје, а на северу планина Велики Врх.
Клима: У нижем делу општине влада умерено континентална клима, а у вишем делу њена оштрија, планинска варијанта.
Воде: Најважнии водоток у општини је речица Радомља. У општини постоји и низ малих водотока.

## Становништво
Општина Моравче је средње густо насељена.

## Насеља општине
| - Велика Вас - Виње при Моравчах - Врхпоље при Моравчах - Габрје под Лимбарско Горо - Гора при Печах - Горица - Горичица при Моравчах - Дешен - Доле под Свето Тројицо - Доле при Крашцах - Дртија - Дворје | - Залог при Кресницах - Залог при Моравчах - Згорња Добрава - Згорња Јаворшица - Згорње Косезе - Згорњи Прекар - Згорњи Туштањ - Имење - Катарија - Крашце - Крижате - Лимбарска Гора | - Моравче - Мошеник - Негастрн - Пече - Плес - Подгорица при Печах - Подстран - Поглед - Претрж - Прикрница - Рудник при Моравчах - Селце при Моравчах | - Село при Моравчах - Серјуче - Сотеска при Моравчах - Сподња Добрава - Сподња Јаворшица - Сподњи Прекар - Сподњи Туштањ - Стегне - Стража при Моравчах - Свети Андреј - Храстник - Хриб над Рибчами - Чешњице при Моравчах |  |